# Cristiana de Schleswig-Holstein-Sonderburg-Glücksburg
Cristiana de Schleswig-Holstein-Sonderburg-Glücksburg (Copenhague, 22 de septiembre de 1634-Delitzsch, 20 de mayo de 1701) fue por matrimonio duquesa de Sajonia-Merseburgo como la esposa del duque Cristián I de Sajonia-Merseburgo, quien gobernó el ducado desde 1657 hasta su muerte.

## Biografía
Cristiana era la cuarta hija y la novena de los 15 vástagos de Felipe, duque de Schleswig-Holstein-Sonderburg-Glücksburg, y de su esposa, Sofía Eduviges de Sajonia-Lauenburgo. Cristiana nació en Copenhague, Dinamarca. Fue criada por Magdalena Sibila de Sajonia, la viuda del príncipe heredero danés, en su asiento de viuda en el Castillo de Nyköping.
El 19 de noviembre de 1650, en la edad de 16 años, Cristiana contrajo matrimonio en el Castillo de Dresde con el duque Cristián I de Sajonia-Merseburgo, el tercer hijo del príncipe elector Juan Jorge I de Sajonia y de su segunda esposa, Magdalena Sibila de Prusia. Esta fue una boda doble: la hermana mayor de Cristiana, Sofía Eduviges, se casó con el hermano menor de Cristián I, el duque Mauricio de Sajonia-Zeitz.  La boda doble estuvo seguida por cuatro semanas de celebraciones, incluyendo espectáculos de ballet, torneos, desfiles y fuegos artificiales.
Tras la muerte de su marido en 1691, Cristiana se retiró a su asiento de viuda, el Castillo de Delitzsch, el cual había recibido en 1688, en reemplazo del Castillo de Sangerhausen. El Castillo de Delitzsch había sido renovado y remodelado para servir como su residencia, sin embargo, la renovación no había estado completada cuando ella se mudó allí el 31 de mayo de 1692. Durante su estancia en Delitsch, Cristiana añadió un jardín francés al castillo.

## Matrimonio y descendencia
Cristián y Cristiana tuvieron once hijos:
- Magdalena Sofía (Dresde, 19 de octubre de 1651-Merseburgo, 29 de marzo de 1675).
- Juan Jorge (Merseburgo, 4 de diciembre de 1652-ibidem, 3 de enero de 1654).
- Cristián II (Merseburgo, 19 de noviembre de 1653-ib., 20 de octubre de 1694), duque de Sajonia-Merseburgo.
- Augusto (Merseburgo, 15 de febrero de 1655-Zörbig, 27 de marzo de 1715), heredó Zörbig.
- Hijo nacido muerto (Merseburgo, 1 de febrero de 1656).
- Felipe (Merseburgo, 26 de octubre de 1657-muerto en acción el 1 de julio de 1690 en Fleurus), heredó Lauchstädt.
- Cristiana (Merseburgo, 1 de junio de 1659-Eisenberg, 13 de marzo de 1679), desposó el 13 de febrero de 1677 a Cristián, duque de Sajonia-Eisenberg.
- Sofía Eduviges (Merseburgo, 4 de agosto de 1660-Saalfeld, 2 de agosto de 1686), desposó el 18 de febrero de 1680 a Juan Ernesto, duque de Sajonia-Coburgo-Saalfeld.
- Enrique (Merseburgo, 2 de septiembre de 1661-Doberlug, 28 de julio de 1738), heredó Spremberg; luego (1731) heredó también Merseburgo.
- Mauricio (Merseburgo, 29 de octubre de 1662-ib., 21 de abril de 1664).
- Sibila María (Merseburgo, 28 de octubre de 1667-Bernstadt, 9 de octubre de 1693), desposó el 27 de octubre de 1683 a Cristián Ulrico I, duque de Wurtemberg-Oels.